# 西村貞
西村 貞（にしむら てい、1893年（明治26年）12月12日 - 1961年（昭和36年）3月3日）は、日本の美術史家。本名、西村久次郎。大阪市出身。

## 経歴
明治大学中退。1954年『民家の庭』で毎日出版文化賞を受賞した。

### 著作
- 『文芸復興期の美術』聚英閣、1921年
- 『南都石仏巡礼』太平洋書房、1929年
- 『黄檗画像志』池長美術研究所、1934年
- 『日本銅版画志』書物展望社、1941年
- 『奈良の石仏』全国書房、1943年
- 『日本初期洋画の研究』全国書房、1945年（撮影：入江泰吉）
- 『キリシタンと茶道』全国書房、1948年
- 『民家の庭』美術出版社、1953年
- 『庭と茶室』大日本雄弁会講談社、1956年
- 『南蛮美術』大日本雄弁会講談社、1958年

### 共著
- 『画の科学』中央美術社、1925年
- 『キリシタンの美術』宝文館、1961年

## 参考資料
- 杉森哲也『描かれた近世都市』山川出版社 日本史リブレット
- 「長崎原爆で消失の浦上天主堂宗教画、乾板を発見」毎日新聞、2011年10月27日付